# سيدريك س. سميث
سيدريك س. سميث (بالإنجليزية: Cedric C. Smith)‏ هو لاعب كرة قدم أمريكية أمريكي، ولد في 12 مارس 1895، وتوفي في 23 أبريل 1969.